# Poiretia (Spiraxidae)
Poiretia ist eine Gattung im Mittelmeerraum heimischer, räuberischer Landlungenschnecken, die Löcher in die Gehäuse von erbeuteten Schnecken ätzen. Als einzige Gattung der Familie Spiraxidae sind die fünf Poiretia-Arten in Europa und Nordafrika anzutreffen.

## Merkmale und Lebensweise
Die weißlichen bis bräunlich gelben Gehäuse der Poiretia-Arten sind rechtsgewunden und weisen eine schlank spindelförmige Gestalt auf, so dass die Raubschnecken durch relativ enge Lücken kriechen können. Bei ausgewachsenen Schnecken haben sie 5 bis 7 Umgänge, keinen Nabel, deutliche Zuwachsstreifen und eine Richtung Apex spitz zulaufende Gehäusemündung, die etwa die Hälfte der Gehäuselänge einnimmt. Die Schnecken selbst sind schlank und ähnlich wie die Gehäuse in der Regel bräunlich bis gelblich gefärbt mit hellerer Fußsohle und Fußrändern. Die Hautoberfläche ist körnig, die oberen Fühler etwa doppelt so lang wie die unteren. Die Geschlechtsorgane sind einfach und variieren wenig. Die Radula hat zahlreiche lange, leicht gebogene, spitze einspitzige Zähne.
Der von der suprapedalen Drüse (am Vorderende des Fußes) abgesonderte Schleim enthält Säure, mit der in das Gehäuse erbeuteter Schnecken Löcher geätzt werden und so die Raubschnecke an das Fleisch der Beute gelangt. Dieses wird mithilfe der kräftigen Radula zerkleinert. Zur bevorzugten Beute dieser Raubschnecken gehören Landdeckelschnecken, die sich mit ihrem Operculum vor dem Angriff anderer Fressfeinde schützen können. Die Gehäuse der gefressenen Schnecken sind an den charakteristischen geätzten großen Löchern erkennbar. Untersuchungen von Helwerda (2015) an Poiretia dilatata und Poiretia compressa deuten darauf hin, dass nicht nur der Schleim der suprapedalen Drüsen, sondern auch der Fußsohlendrüsen sauer ist und somit großflächig Löcher ätzen kann, während die Raubschnecke mit ihrem Fuß bis zu zwei Tage bewegungslos auf dem Haus der Beuteschnecke sitzt. Dabei wurde auch beobachtet, dass nur bei Landdeckelschnecken Löcher geätzt wurden und andere Beuteschnecken über die Gehäusemündung mithilfe der Radula herausgezogen wurden. Die Radula ist zudem offensichtlich nicht an der Durchlöcherung der Schale beteiligt. Sowohl Poiretia cornea als auch Poiretia algira wurden zudem beim Fressen von Regenwürmern beobachtet, die länger als die Raubschnecken waren. Dabei dringt die Radula schnell ins Innere des Wurms ein und transportiert dessen innere Organe ins Maul der Schnecke, was – anders als etwa bei Daudebardien – zum raschen Tod des Opfers führt.
Wie andere Landlungenschnecken sind die Raubschnecken der Gattung Poiretia Hermaphroditen, wobei sich zwei Schnecken gegenseitig befruchten. Die Embryonen entwickeln sich in den Eihüllen zu fertigen Schnecken.

## Die fünfPoiretia-Arten, ihr Vorkommen und ihre Verbreitung
Raubschnecken der Gattung Poiretia treten sowohl in Wäldern als auch in gehölzarmen Landschaften nördlich und südlich des Mittelmeeres auf. Während Poiretia algira im Gebiet der Mittelmeerküste Algeriens heimisch ist, hat von den übrigen vier Arten nur die Dalmatinische Raubschnecke (Poiretia cornea) auch Vorkommen in Nordafrika, genauer gesagt Libyen, die jedoch möglicherweise vom Menschen eingeschleppt worden sind. Das übrige Verbreitungsgebiet der Dalmatinischen Raubschnecke umfasst nämlich die Karstlandschaften des Dinarischen Gebirges entlang der Adriaküste vom nordöstlichen Italien bis ins südliche Albanien. Poiretia compressa kommt dagegen vom südlichen Griechenland einschließlich der ionischen Inseln bis Südalbanien, Poiretia delesserti vom nordwestlichen Griechenland bis Mittelalbanien und die Sizilianische Raubschnecke (Poiretia dilatata) im südwestlichen Griechenland und in Süditalien einschließlich Sizilien vor.

## Geschichte der Systematik, äußere Systematik
Jean-Guillaume Bruguière beschrieb 1792 als Erster eine der heute zur Gattung Poiretia zählenden Schneckenarten unter dem Namen Bulimus algirus. Paul Henri Fischer kannte bereits den räuberischen Charakter dieser Schnecke und ordnete diese 1883 als Glandina algira der Raubschneckengattung Glandina und innerhalb derselben der Untergattung Poiretia zu, die sich von anderen Arten der damaligen Gattung Glandina in der schwachen Entwicklung der Labialpalpen unterscheidet (vgl. als Kontrast die Rosige Wolfsschnecke, damals Glandina rosea, mit sehr großen Labialpalpen). Fischer wählte zu Ehren von Jean Louis Marie Poiret den homonymen Namen Poiretia P. Fischer, der von Étienne Pierre Ventenat bereits 1807 für die zu den Schmetterlingsblütlern gehörende Pflanzengattung Poiretia Vent. vergeben worden war, so dass hier Hemihomonyme vorliegen – identische Namen für eine Pflanzen- und eine Tiergattung.
Nach der Systematik von Bouchet und Rocroi (2005) gehört Poiretia zur Unterfamilie Euglandininae Baker, 1941, die mit zwei weiteren Unterfamilien – Oleacininae Adams & Adams, 1855 und Varicellinae Baker, 1941 – zur Familie Oleacinidae gezählt wurde. Thompson (2010) stellt jedoch die Euglandininae – wie bereits Baker 1962 – zu den Spiraxidae. Nicht alle Autoren teilen diese Meinung; so hält etwa Helwerda (2015) noch an der Systematik nach Bouchet und Rocroi, also der Zugehörigkeit zu den Oleacinidae, fest.